# Juan Carlos Fresnadillo

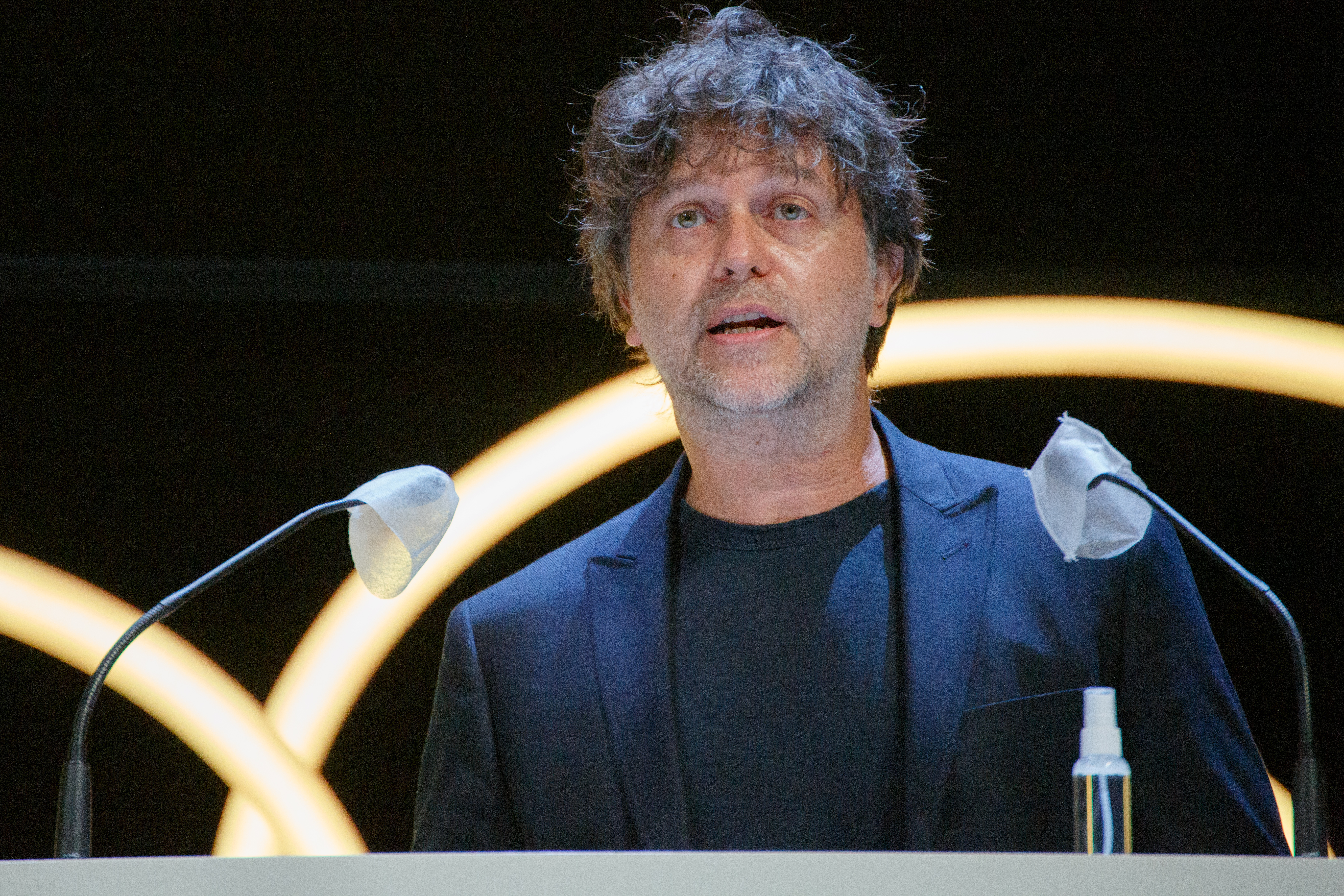
Juan Carlos Fresnadillo (2020)

Juan Carlos Fresnadillo (* 5. Dezember 1967 in Santa Cruz de Tenerife) ist ein spanischer Drehbuchautor und Regisseur. 

## Biografie
Sein Debüt als Regisseur gab Fresnadillo 1996 mit dem Kurzfilm Esposados, der für den Oscar nominiert wurde. Sein erster Langfilm war Intacto aus dem Jahre 2001, der ihm den Goya als Bester Nachwuchsregisseur einbrachte.
Nach diesem Film inszenierte er einige Werbeclips und drehte 2002 den dreiminütigen Kurzfilm Psicotaxi. 2007 übernahm er die Regie bei 28 Weeks Later. Für diesen Endzeit-Horrorfilm schrieb er wie auch zuvor bei seinen anderen Werken am Drehbuch mit.
Mit Intruders inszenierte Fresnadillo 2011 einen Horrorthriller. Die männliche Hauptrolle übernahm Clive Owen.

## Filmografie (Auswahl)
als Regisseur
- 1996: Esposados (Kurzfilm)
- 2001: Intacto
- 2007: 28 Weeks Later
- 2011: Intruders
- 2024: Damsel

als Drehbuchautor
- 2001: Intacto
- 2007: 28 Weeks Later